# Dróżniczówka

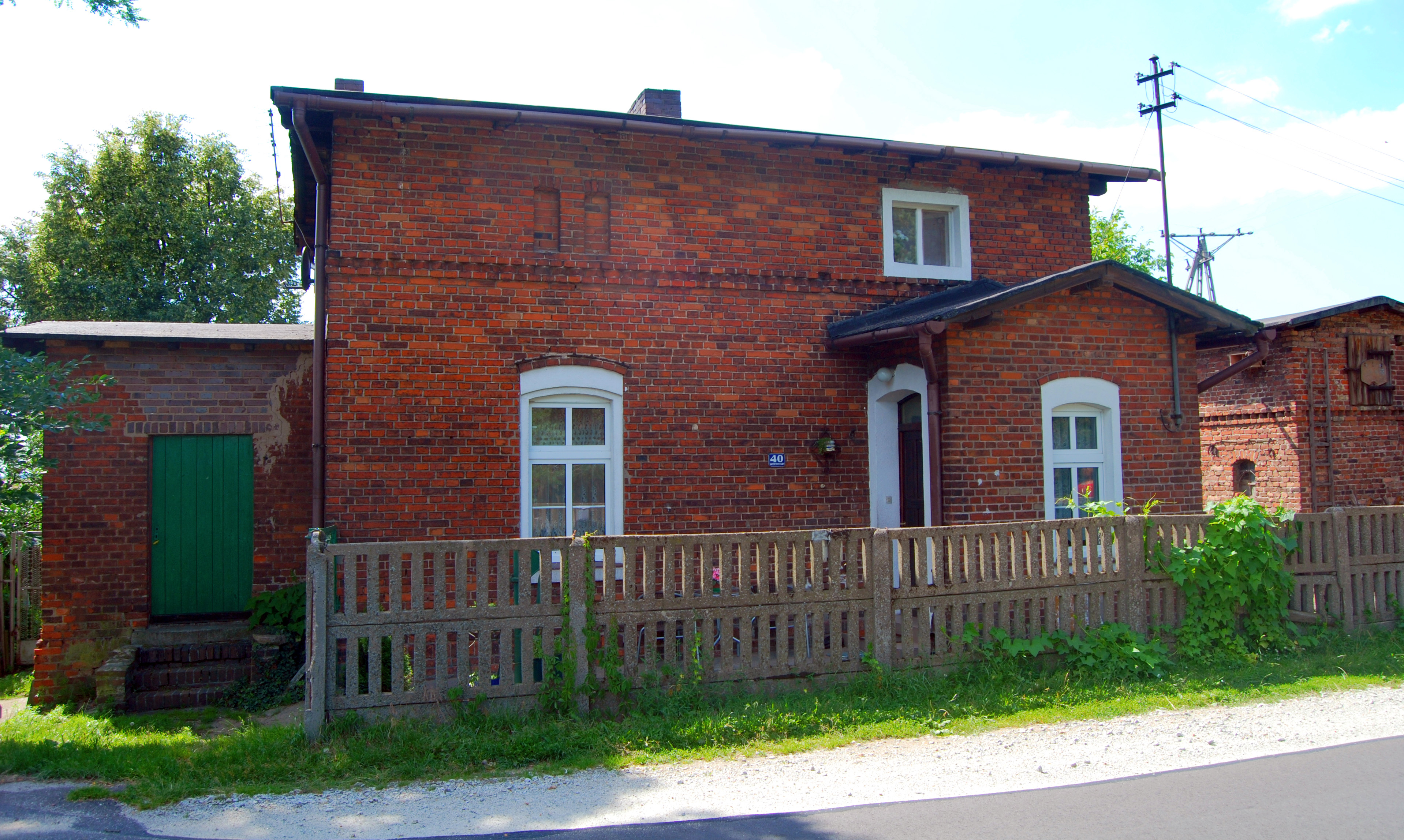
Dróżniczówka w Wierzbiczanach

Dróżniczówka – niewielki, drewniany lub murowany budynek znajdujący się przy trasie kolejowej, drodze czy szlaku górskim. Wykorzystywany do obsługi (kasy biletowe) i nadzoru ruchu (sprawdzanie stanu torów przez dróżnika czy opuszczanie i podnoszenie rogatek). Niektóre dróżniczówki pełniły również rolę mieszkalno-administracyjną.
W dróżniczówce w Rogowie przy Kolei Warszawsko-Wiedeńskiej pracował Władysław Reymont, autor powieści Chłopi.
Współcześnie budowle te w większości nie spełniają przewidzianej roli. W dróżniczówce znajdującej się przy szlaku do Morskiego Oka urządzono punkt informacji turystycznej.